# Утікумак-Лейк 155
Утікумак-Лейк 155 (англ. Utikoomak Lake 155) — індіанська резервація в Канаді, у провінції Альберта, у межах муніципального району Нортерн-Санрайз.

## Населення
За даними перепису 2016 року, індіанська резервація нараховувала 723 особи, показавши зростання на 12,3%, порівняно з 2011-м роком. Середня густина населення становила 11,2 осіб/км².
З офіційних мов обидвома одночасно володіли 5 жителів, тільки англійською — 720. Усього 195 осіб вважали рідною мовою не одну з офіційних, з них усі — одну з корінних мов.
Працездатне населення становило 50% усього населення, рівень безробіття — 39,5%.
Середній дохід на особу становив $21 261 (медіана $17 152), при цьому для чоловіків — $22 312, а для жінок $20 284 (медіани — $16 448 та $18 112 відповідно).
17,2% мешканців мали закінчену шкільну освіту, не мали закінченої шкільної освіти — 65,5%, 16,1% мали післяшкільну освіту, з яких 14,3% мали диплом бакалавра, або вищий.
| Статево-вікова структура населення | Статево-вікова структура населення | Статево-вікова структура населення | Статево-вікова структура населення | Статево-вікова структура населення |
| ---------------------------------- | ---------------------------------- | ---------------------------------- | ---------------------------------- | ---------------------------------- |
|                                    |                                    |                                    |                                    |                                    |
| Всього                             | Всього                             | 47,6%52,4%                         |                                    |                                    |
| 0 — 14 років                       | 0 — 14 років                       |                                    | 40%                                | 40%                                |
| 15 — 64 років                      | 15 — 64 років                      |                                    | 55,9%                              | 55,9%                              |
| 65 і більше                        | 65 і більше                        |                                    | 4,1%                               | 4,1%                               |
| Середній вік (років)               | Середній вік (років)               | 25,024,3                           | 24,6                               | 24,6                               |
| Медіана (років)                    | Медіана (років)                    | 20,819,3                           | 20,2                               | 20,2                               |
| — чоловіки — жінки                 |                                    |                                    |                                    |                                    |

| Походження мешканців:     | Походження мешканців:     | Походження мешканців: | Походження мешканців: | Походження мешканців: |
| ------------------------- | ------------------------- | --------------------- | --------------------- | --------------------- |
| Походження                |                           |                       | осіб                  | %                     |
| Корінні американці        | Корінні американці        |                       | 710                   | 97.93%                |
| Інше північноамериканське | Інше північноамериканське |                       | 0                     | 0%                    |
| Європейське               | Європейське               |                       | 80                    | 11.03%                |
| британське                | британське                |                       | 30                    | 4.14%                 |
| французьке                | французьке                |                       | 40                    | 5.52%                 |
| Карибське                 | Карибське                 |                       | 10                    | 1.38%                 |

## Клімат
Середня річна температура становить 1,4°C, середня максимальна – 20,7°C, а середня мінімальна – -21,1°C. Середня річна кількість опадів – 468 мм.
| Клімат поселення                              | Клімат поселення | Клімат поселення | Клімат поселення | Клімат поселення | Клімат поселення | Клімат поселення | Клімат поселення | Клімат поселення | Клімат поселення | Клімат поселення | Клімат поселення | Клімат поселення | Клімат поселення |
| Показник                                      | Січ.             | Лют.             | Бер.             | Квіт.            | Трав.            | Черв.            | Лип.             | Серп.            | Вер.             | Жовт.            | Лист.            | Груд.            |                  |
| Середній максимум, °C                         | −8,58            | −4,9             | 0,60             | 9,01             | 15,19            | 19,51            | 20,70            | 19,65            | 14,40            | 8,90             | −1,04            | −6,52            |                  |
| Середня температура, °C                       | −14,87           | −11,2            | −5,68            | 2,73             | 8,90             | 13,23            | 15,35            | 14,31            | 9,09             | 3,54             | −6,37            | −11,87           |                  |
| Середній мінімум, °C                          | −21,14           | −17,48           | −11,98           | −3,56            | 2,62             | 6,94             | 10,01            | 8,97             | 3,75             | −1,81            | −11,71           | −17,2            |                  |
| Норма опадів, мм                              | 27               | 20               | 20               | 21               | 42               | 81               | 80               | 58               | 46               | 26               | 22               | 25               |                  |
| Середньомісячна швидкість вітру, м/с          | 3.40             | 3.36             | 3.40             | 3.50             | 3.50             | 3.30             | 2.90             | 2.90             | 3.20             | 3.60             | 3.30             | 3.35             |                  |
| Середньомісячна сонячна радіація, кДж/м²·день | 2656             | 5967             | 11385            | 16852            | 20397            | 21868            | 21386            | 17443            | 11493            | 6348             | 2987             | 1885             |                  |
| --------------------------------------------- | ---------------- | ---------------- | ---------------- | ---------------- | ---------------- | ---------------- | ---------------- | ---------------- | ---------------- | ---------------- | ---------------- | ---------------- | ---------------- |
| Джерело:                                      |                  |                  |                  |                  |                  |                  |                  |                  |                  |                  |                  |                  |                  |